# Апостол (Трифонос)
Митрополи́т Апостол Трифонос (греч. Μητροπολίτης Απόστολος Τρύφωνος; 26 ноября 1878, Крития, Османская империя — 29 ноября 1957, Родос, Греция) — епископ Константинопольской православной церкви, митрополит Амасийский (1951—1957).

## Биография
Родился 26 ноября 1878 года в небольшом селе Крития, в Османской империи, в греческой семье.
В 1901 году окончил Халкинскую богословскую школу.
11 июня 1913 года был рукоположен в сан епископа и возведён в достоинство митрополита Родосского. 26 сентября 1921 года был сослан на остров Патмос, а в ноябре 1921 года вернулся в Константинополь.
5 февраля 1924 года был избран митрополитом Верийским, а 30 апреля 1924 года — вновь избран митрополитом Родосским. До 5 октября итальянские власти препятствовали его въезду на Родос и позднее всячески тормозили его действия в качестве управляющего митрополией. 8 июня 1946 года он был вынужден подать в отставку.
5 октября 1951 года решением Священного Синода был избран митрополитом Амасийским.
Скончался 29 ноября 1957 года и похоронен на православном кладбище Родоса.